# Parargidia
Parargidia é um gênero de traça pertencente à família Arctiidae.